# 岡野真紀子
岡野 真紀子（おかの まきこ、1982年 - ）は、日本のテレビプロデューサー。
神奈川県出身。学習院大学文学部英米文学科卒業。テレパック、WOWOW制作局ドラマ制作部を経て、Netflixコンテンツ・アクイジション部門マネージャー。

## 略歴
小学6年生の時に見た『家なき子』をきっかけにテレビドラマが好きになり、演劇部に所属する。就職活動では当初テレビ局へ就職の強い希望はなく、「ここに入って、しばらくしたら結婚して、家庭に入るんだろうな」と大学3年時に大手証券会社から内定を貰うものの、「本当にそれが私のやりたいことだったかな」と問い直し、どうせ就職しても5、6年で結婚して辞めるのなら自分が本当に好きなことをしよう、と内定を辞退。テレビ局の採用は時期的にすでに終了していたことから、好きだったドラマ『週末婚』のエンドクレジットで目にした制作会社テレパックの名を思い出して応募し、2004年に入社する。
入社当初は撮影現場で助監督を経験するものの適性に疑問を感じ、周囲の勧めもあってアシスタント・プロデューサーへ転身、TBS系「愛の劇場」「ナショナル劇場」などの作品を担当する。テレパックの社風にも後押しされて24歳ころには自ら企画書を作成してはテレビ局へ持ち込むようになり、2008年に愛の劇場『スイート10～最後の恋人～』の企画が採用されて、25歳でプロデューサーとしてデビューする。スポンサーへの配慮により常に表現が制約される地上波ドラマならではの制作環境にフラストレーションを抱え、視聴者に向いた作品作りができていないことに疑問を感じていた時に目にしたWOWOW制作の連続ドラマW『パンドラ』に、「地上波ではできないことを堂々とやっている」と衝撃を受ける。どうしてもこういうドラマをWOWOWで作りたいと何度も企画を持ち込むもののまだ経験、実績が乏しいこともあってなかなか企画が採用されることはなく、それなら「WOWOWに入ってしまったほうが早い」と中途採用に応募する。
2009年5月にWOWOWへプロデューサーとして入社。当時まだ係争中の光市母子殺害事件を題材とした2010年の『なぜ君は絶望と闘えたのか』を皮切りに、日本航空123便墜落事故を題材とした2012年の『尾根のかなたに〜父と息子の日航機墜落事故〜』、山一證券の経営破綻を題材とした2015年の『しんがり〜山一證券 最後の聖戦〜』など有料放送の強みを生かして地上波ではなかなか制作できない見応えある社会性の強いエンターテインメント作品を次々に制作し、外務省機密費流用事件を題材とした2017年の『石つぶて〜外務省機密費を暴いた捜査二課の男たち〜』により2018年には放送ウーマン賞2017を受賞。乳児虐待死事件の裁判員裁判を題材とした2019年の『坂の途中の家』、東日本大震災ボランティアを題材とした同年の『そして、生きる』ならびに過去の制作作品が評価され、2020年には令和元年度（第70回）芸術選奨文部科学大臣新人賞を放送部門にて受賞している。
2012年の『學』で一緒に仕事をした脚本家・倉本聰から言われた言葉「ドラマは糖衣錠でなくてはならない」を指針に、「芯となる苦いテーマを伝えるためには、エンターテインメントという砂糖に包まなければ誰も飲み込まない」として、「面白い」「感動できる」「でも実はちゃんとテーマがある」という重厚かつエンターテインメント性の強い社会派ドラマの制作に臨んでいる。

## 受賞歴
- 第2回大山勝美賞（2016年）[8]
- 放送ウーマン賞2017（『石つぶて〜外務省機密費を暴いた捜査二課の男たち〜』）[1][5]
- 令和元年度（第70回）芸術選奨文部科学大臣新人賞 放送部門（『坂の途中の家』、『そして、生きる』ほか過去の作品）[2][リンク切れ][9][10]

## 作品

### テレビドラマ
テレパック
- 特命!刑事どん亀（2006年、TBS） - プロデューサー補
- 浅草ふくまる旅館（2007年、TBS） - プロデューサー補
- 浅草ふくまる旅館 2（2007年、TBS） - プロデューサー補
- 探偵 左文字進11（2007年、TBS） - プロデューサー補
- スイート10～最後の恋人～（2008年、TBS）
- 十津川警部シリーズ（TBS）
  - 生命〜ベールに包まれた誕生の秘密〜（2008年） - プロデューサー補
  - 寝台特急殺人事件〜さよならブルートレイン〜（2009年） - プロデューサー補

- 漂流ネットカフェ（2009年、MBS）

WOWOW
- 横山秀夫サスペンス 「自伝」「他人の家」（2010年） - プロデューサー補
- なぜ君は絶望と闘えたのか（2010年）
- CO 移植コーディネーター（2011年）
- 造花の蜜（2011年） - プロデューサー補
- 學（2012年）
- 尾根のかなたに〜父と息子の日航機墜落事故〜（2012年）
- 女と男の熱帯（2013年）
- チキンレース（2013年）
- 私という運命について（2014年）
- モザイクジャパン（2014年）
- 罪人の嘘（2014年）
- 翳りゆく夏（2015年）
- テミスの求刑（2015年）
- しんがり〜山一證券 最後の聖戦〜（2015年）
- 海に降る（2015年）
- 希望ヶ丘の人びと（2016年）
- コールドケース 〜真実の扉〜
  - コールドケース 〜真実の扉〜（2016年）
  - コールドケース2 〜真実の扉〜（2018年）
  - コールドケース3 〜真実の扉〜（2020年）

- 北斗 -ある殺人者の回心-（2017年）
- 沈黙法廷（2017年）
- 石つぶて〜外務省機密費を暴いた捜査二課の男たち〜（2017年）
- 坂の途中の家（2019年）
- そして、生きる（2019年）
- 劇場版 そして、生きる（2019年9月27日公開）
- 2020年 五月の恋（2020年）
- トッカイ〜不良債権特別回収部〜（2021年）
- がんばれ!TEAM NACS（2021年）

Netflix
- 恋愛バトルロワイヤル（2024年8月29日）
- さよならのつづき（2024年11月14日）
- グラスハート（2025年7月31日）

### 映画
- 恋に落ちた家（配信日未定）[14]※制作中止[15]
- ちひろさん（2023年2月23日）[16]
- クレイジークルーズ（2023年11月16日）